# 5年3組魔法組
『5年3組魔法組』（5ねん3くみ まほうぐみ）は、1976年12月6日から1977年10月3日までNET系列で、毎週月曜19時 - 19時30分（JST）に全41話が放送された、東映制作の特撮テレビ番組。

## 概要
魔法を題材としたファンタジー特撮番組。魔女そのものが主人公ではなく、魔法の力を与えられた少年たちが中心となっているのが特徴である。
魔女ベルバラは、演じる曽我町子のはまり役と言われ、曽我自身もこの役を気に入っていたという。
夢のある内容で人気を博し、当時の視聴者層である小学生はクラス替えで「5年3組」になると他クラスから羨ましがられるほどであった。

## ストーリー
5年3組の仲良し五人組のアサコが蹴った缶が偶然、前を歩いていたおばさんに当たってしまいケガをさせてしまう。アサコはおばさんを自分の家に連れていき、治療をする。そして、回復したおばさんは、青いバッグ（MJ（マジ）バッグ）を忘れて帰ってしまった。慌てておばさんを追う5人組だったが、そこで見たものは、ほうきに乗って空を飛んでいるおばさん＝魔女ベルバラだった。魔女ベルバラは不思議でおかしな魔法の7つ道具の入ったMJバッグを5人組に預ける。5人組と「MJバッグ」とベルバラによる大騒動が始まるのだった。

## 登場人物

### 魔法組
岩館 モスケ（ガンモ）：すのうち滋之
ちょっぴりポッチャリした腕白少年。

宗方 マサキ（ハテナマン）：増田康好
何か考える時に「はてな？」と首をひねる。5人の中ではブレーン的な存在で、MJバッグの管理も任せられている。

竹田 リンイチ（チクワ）：江村和紀
5人の中で唯一眼鏡をかけている。

小原 アサコ（ショースケ）：神アコ
男勝りな少女。一人称は「僕」。じつは「女らしさ」にあこがれている。

田代 ミツコ（ミコ）：尾崎ますみ
しっかり者で心やさしい少女。

### 魔界
魔女ベルバラ：曽我町子
魔界からやってきた魔女で年齢は575歳。5人組から「おばさん」「お婆さん」と言われるが、本人曰く魔女としてはまだ「お嬢さん」。MJバッグの本当の持ち主である。ジェット箒にまたがる。意地悪が大好きで、5人組にちょっかいを出しては面白がっている。本音では5人を大変気に入っており、本当の危機には身を挺して助けたりもする。

MJくん：八代駿（声）、大槻義夫（操演）
MJバッグに潜んでいる妖精。

老魔女ジョーカー：田中筆子
ベルバラの上司。魔法の七つ道具は彼女が制御担当である。マンガンキーのしっぺ返しも、彼女の思惑で発動させていたが、「しっぺ返しのしっぺ返し」による、制御装置故障のとばっちりを受けたことがある。

チビバラ：有馬加奈子
第37話のみ登場。ベルバラの親戚で、いたずら好きの魔女。人間の社会がみたくて魔法の国からやってきた。

### 東町小学校
高牧先生（タマキ）：団しん也
5年3組の担任。転勤辞令を受け、第10話で東町小学校を離れた。
森本先生（カンザブロー）：園田裕久
第9話から東町小学校に赴任した。
乙竹 姫子先生（鬼姫先生）：小野ひずる
第35話から東町小学校に赴任した。

### 魔法組の家族
小原 庄太郎：奥村公延
ショースケの父。おはら理容室を営んでいる。

小原 ユタカ：福田信義
ショースケの弟。わがままな性格でトラブルメーカーだが、魔法道具を使うこともできるので6人目の魔法組メンバーと言ってもいい存在。

ユタカの母：八百原寿子

岩館 大介：川口英樹
ガンモの兄。

モスケの父：守屋俊志

モスケの母：上野綾子

宗方 ルリ子：遠藤美絵
ハテナマンの妹。

マサキの父：酒井則博

マサキの母：芦沢孝子

竹田 理恵：野川愛
チクワの姉。

リンイチの父：福岡正剛

リンイチの母：浜田ゆう子

## 七つ道具
MJバッグに収められている魔法の道具。道具を使用するときの呪文は「アバクラタラリン・クラクラマカシン」。呪文に続いて命令する。メタモライトやバンノーダーなら対象を指定する。マンガンキーなら願いを言う。呪文さえ知っていれば誰でも使用することができる。実は全ての魔法の七つ道具は、魔法界の制御装置が効果を司り、マンガンキーの「しっぺ返し」の「呪い返し」で、装置が故障したことがある。
メタモライト
厚い本の形状の道具で背表紙の部分にライトがあり、照らしたものを何にでも変身させることができる。ショースケが鏡を使い「かっこよくて頭のいい男の子」に変身しようとしたところ、なぜかハテナマンになってしまった。
ペンタゴン
物の大きさを自由に変えることが可能な眼鏡型のレンズ。他人の心を読み取ることも可能。
ボイスボール
収納時は野球ボールの形をしており、二つに割れてヘッドホン型になる。スピーカーや声帯模写・通訳にも使え、動物や植物とも会話ができる。
バンノーダー
ピストル型のマジックハンド。先端にU字磁石がついてあり、ハンドルを回すと何でも引き寄せることができる。対象指定をきちんとしないと、コップの中の牛乳だけを引き寄せたりしてしまう。
MJシーバー
両面筆箱のような形状の通信機。
マジッカー
収納時は掌大の2枚の正三角形の板。2枚を組み合わせ六芒星の型にして呪文を唱えると大きくなり、ボディから上へ伸びる3本のアームの先端にプロペラがついた形状をした乗用の飛行円盤となる。作中、最も多用された魔法道具。
マンガンキー
懐中時計の形をしたペンダントで、念じると何でも願い（万願）が叶うが、使った者は必ず反動の「しっぺ返し（何らかの不運な出来事）」を受ける。「しっぺ返し」の程度は叶えた願いの大きさに比例し、あまりに大きな願いは命を奪われる恐れもある危険な道具。常に最後の手段として使われる。あまりにも万能過ぎるために、前述の通り「しっぺ返しのしっぺ返し」すら有効。

## スタッフ
- 原作：大堂勲
- プロデューサー：吉津正（NET→テレビ朝日、21話まで）、福富哲(NET、16話まで）、松永英（大広）、平山亨（東映、18話まで）、阿部征司（東映）
- 音楽：菊池俊輔
- 音楽制作：あんだんて
- 撮影：山本矩雄、小林武治、工藤矩雄
- 照明：酒井信雄、高椋康夫、元持秀雄
- 美術：川村晴通
- 助監督：長石多可男、鈴木隆志、小野多美雄
- 録音：北條照二
- 編集：望月徹
- 選曲：秋本彰
- 効果：原田千昭
- 制作主任：小迫進、林みのる、隈部文康
- 記録：森美禮、高橋たつ子、井上かずえ、杉山昌子、高橋千津子、松丸春代、牧野千恵子
- 特撮：特撮研究所、中村義幸
- 装置：協和美建
- 制作事務：大橋四郎（21話まで）
- 現像：東映化学
- 企画協力：企画者104
- 擬斗：伊達弘
- 造型：コスモプロダクション
- 衣裳：東京衣裳
- 衣裳協力：イワカミ、花咲、ピノチオ
- 装飾：大晃商会
- 美粧：入江美粧
- 制作担当：市倉正男、黒木勝利
- 仕上担当：穴井俊雄
- 制作：NET[注釈 1]、東映、大広

## 主題歌
- オープニング（OP）：『それいけ魔法組』（作詞：八手三郎／作曲・編曲：菊池俊輔／歌：コロムビアゆりかご会、ザ・チャープス）

第3話以降タイトルコールを変更、コーダ部分に編集が加えられ、5話以降はそれまで横書きだったテロップを縦書きに変更。11話以降は高牧先生の紹介カットが森本先生に差し替えられ、22話からは映像が大幅に変更された。
- エンディング（ED）：『魔女はいじわる』（作詞：八手三郎／作曲・編曲：菊池俊輔／歌：曽我町子、ザ・チャープス）

OP映像では、OPの歌詞テロップも表示された（前番組の『ザ・カゲスター』では、歌詞テロップを割愛（OP・ED共々））。なお、ED映像では歌詞が表示されなかった。

## 放送日程
| 放送回      | 放送日         | サブタイトル                    | ゲスト | 脚本                | 監督       |
| ----------- | -------------- | ------------------------------- | --- | ------------------- | ---------- |
| 1           | 1976年12月06日 | 魔女からもらった魔法のバッグ    | - 大坪日出代 - 田野井ゆかり - 八百原寿子 - 山下啓介（鳥の声A） - 丸山裕子（鳥の声B）                                                                                              | 辻真先              | 山田稔     |
| 2           | 12月13日       | 八十秒間世界一周                | - 佐藤晟也 - 須賀良 - 石塚信之 | 辻真先              | 山田稔     |
| 3           | 12月20日       | いじめっ子の秘密は何?           | - 田戸岡明 - 平井幸代 - 鈴木清美 - 松下実加 - 菅沼公正 - 上野泰弘 - 佐藤義昭 - 斉藤ゆかり - 斉藤喜代美 - 丸山裕子（花の声） - 朝戸鉄也、沢りつお（犬の声）                        | 田村多津夫          | 折田至     |
| 4           | 1977年01月03日 | 一生一代の大ピンチ              | - 里木佐甫良 - 高杉鉄平 - たうみあきこ - 岡崎夏子 - 松本敏男 - 山浦栄 - 亀山達也 - 土山登士幸 - 清水照夫 - 畑中猛重 - 宮地謙吾 - 遠藤重夫 - 藤原益二                              | 石森史郎            | 瀬川淑     |
| 5           | 1月10日        | 大好き! 泣き虫先生              | - 幾野道子 - 高橋みどり - 菅沼公正 - 佐藤義昭 - 上野泰弘 - 斉藤ゆかり - 関さと美 - 寺内順恵 - 沢りつお（先生の声）                                                                | 田村多津夫          | 折田至     |
| 6           | 1月17日        | 男になった女の子                | - 小貫千恵子 - 松尾信一 - 丸山裕子 - 菅沼公正 - 上野泰弘 - 佐藤義昭 - 斉藤ゆかり - 関さと美                                                                                       | 辻真先              | 折田至     |
| 7           | 1月24日        | 姉ちゃんはいや! 兄ちゃんほしい  | - 柳田金一 - 大栗清史 - 渥美英一 - 市原由美子 - たこ八郎 - 菅沼公正 - 上野泰弘 - 佐藤義昭 - 斉藤ゆかり - 関さと美                                                                 | 辻真先              | 瀬川淑     |
| 8           | 1月31日        | 男だ! ガンモの勇気              | - 小松陽太郎 - 後藤保幸 - 桑田清隆 - 近藤克明 - 川井朝霧 - 菅沼公正 - 上野泰弘 - 佐藤義昭 - 斉藤ゆかり - 関さと美                                                                 | 田村多津夫          | 折田至     |
| 9           | 2月07日        | おっかない! カンザブロー先生    | - 大泉滉（校長先生） - 菅沼公正 - 上野泰弘 - 佐藤義昭 - 斉藤ゆかり - 関さと美 | 田村多津夫          | 瀬川淑     |
| 10          | 2月14日        | 迷子になったキューピー人形      | - 武智豊子（戸倉かね） - 日高久美子（戸倉るりこ） - 高橋蔀 - 小山由紀 - 吉川潤子 - 伊達弘                                                                                         | 辻真先              | 瀬川淑     |
| 11          | 2月21日        | 姉さんお嫁にいかないで!         | - 谷岡行二 - 長野佐武郎 - 佐藤哲二 | 田村多津夫          | 長石多可男 |
| 12          | 2月28日        | 魔法か科学かヤキトリ作り大競争  | - 木田三千雄（鳥幸のじいさん） - 水橋和夫 - 小笠原まりこ - 豊泉京子 | 辻真先              | 長石多可男 |
| 13          | 3月07日        | へそくりたずねて三十分          | - 潮建志（質屋の主人） - 菊地紘子（シクラメンの声） | 辻真先              | 折田至     |
| 14          | 3月14日        | 魔法で相撲だハッケヨイ!         | - 新海百合子（春野先生） - 田島義文（医師） - 富山匡人 - 加藤淳也 - 近藤恵子 - 斉藤ゆかり - 相馬剛三 - 萩原竹夫 - 菊地太 - 本村恵子 - 石原昌子                                    | 鷺山京子            | 折田至     |
| 15          | 3月21日        | ミコちゃんの自転車騒動!         | - 明石潮 - 国睦子 - 須賀良 - 矢島洋子 - 佐竹洋一 - よぎ英一 - 山浦栄 - 藤本伸二 - 加藤敏和 - 玉手良一 - 高柳裕文 - 加藤弘志                                                       | 辻真先              | 瀬川淑     |
| 16          | 3月28日        | 会えるかな? あこがれの歌手!     | - 山本由香利 - 轟謙二 - 山浦栄 - 木村修 - 畑中猛重 - 宇野静代 - 吉川清一 | 泊里仁美            | 瀬川淑     |
| 17          | 4月11日        | マンガンキーで大騒ぎ!           | - 打越章之 - 山田禅二 - 美原亮三 - 木村修 - 小甲登枝恵 - 亀山達也 - 橋本愛 - 章文栄                                                                                               | 辻真先              | 折田至     |
| 18          | 4月18日        | 奇々怪々なしっぺ返し!           | - 辻啓子（中学生の女の子） - 岸敏也（スポーツカーの青年） - 畑中猛重（警官） | 辻真先              | 折田至     |
| 19          | 4月25日        | 校内マラソン 走れ!チクワ        | - 日高ゆりえ - 内海和子 | 土筆勉              | 瀬川淑     |
| 20          | 5月02日        | 魔女ベルバラがだまされた?!      | - 三原葉子（貝原ミヨ） - 長谷川祐二 - 藤堂陽子 - 山本道子 - たくみさよ - 胡美麗 - 後藤保幸 - 斉藤忠広 - 成瀬静江 - 鳥居まゆみ                                                     | 辻真先              | 折田至     |
| 21          | 5月09日        | しごきだ・ガッツだ 友情だ!      | - 中真千子 - 庄野たけし - 川口良 - 徳田真行 - 近藤一二三 | 石森史郎            | 瀬川淑     |
| 22          | 5月16日        | 遊園地は魔法でいっぱい!         | - 大坪日出代 - 田野井ゆかり - 和久井節緒 - へのへのもへじ - 矢崎里香 - 三崎純子 - 山下陽子 - 真保則子 - 羽染七七子                                                                | 辻真先              | 折田至     |
| 23          | 5月23日        | 男と女が大ゲンカ!               | - 中島元 - 上田正雄 - 山崎里絵 - 菅沼公正 - 上野泰弘 - 斉藤ゆかり | 富田祐弘            | 折田至     |
| 24          | 5月30日        | ガンモの初恋                    | - 蝦名由紀子（ハナコ） - 依田英助（鳥獣店主人） - 高月忠（オモチャ屋） - 後藤保幸 - 小松陽太郎 - 山内友宗 - 池上明治 - 畑中猛重                                                   | 辻真先              | 田口勝彦   |
| 25          | 6月06日        | 魔女ベルバラの泥棒騒ぎ!?        | - 佐々木一鉄（田中） - 西朱実（主婦） - 満山恵子（主婦） - 吉川清一（警官） | 久永照子            | 田口勝彦   |
| 26          | 6月20日        | ボク、ぼくは学校新聞の名編集長! | - 中島元（教頭） - 後藤雅博（老医） - 坂入正一（警官） - 清水照夫 - 宮地謙吾 - 大家博 - 矢部かしく                                                                                | 辻真先              | 瀬川淑     |
| 27          | 6月27日        | ママなんか大嫌い!               | - 内村不二人（警官） - 池田一臣（ガラス屋主人） - 山浦栄（運転手） | 田村多津夫 富田祐弘 | 瀬川淑     |
| 28          | 7月04日        | 貸本屋最後の日                  | - 潮建志（大家さん） - 岸井あや子（貸本屋の小母さん） - 小島岩（サラリーマン） - 金子弘美 - 中屋敷鉄也 - 上田弘司 - 塚越教正                                                      | 辻真先              | 小西通雄   |
| 29          | 7月11日        | ほんとう? 不幸の手紙            | - 牛山蕗子（チエ） - 大東粱佶（ラーメン屋） - 山本緑（鬼婆） - 渡辺明美（女の子） - 中屋敷鉄也（運転手） - 河原崎洋夫（青鬼） - 池田力也（赤鬼） - 山浦栄（床屋の客）             | 鷺山京子            | 小西通雄   |
| 30          | 7月18日        | カンザブロー先生が大悪人?!      | - 鈴木まさゆき（榊正義） - 富山正子（榊よね子） - 近松敏夫（老人） - 田川恒夫（アナウンサー） - 工藤剛（花壇の男） - 生田和男（うなぎ屋主人） - 小西旗正（警官） - 渡辺康（警官） | 辻真先              | 折田至     |
| 31          | 7月25日        | 魔女の誕生日は大騒ぎ!           | - 鈴木まさゆき（榊正義） - 富山正子（榊よね子） - 岸本功（マネージャー） - 小畑希里子（くみ子） - 高野孝彦（ウェイター） - 永野佐武郎（郵便屋）                                   | 辻真先              | 折田至     |
| 32          | 8月01日        | うそつき少女は魔女の弟子?!      | - 九重ひろ子（おかみさん） - 滝田一枝（宇都宮月子） - 石塚信之（ペンキ屋） - 工藤智明（不良少年A） - 森下竜司（不良少年B）                                                        | 辻真先              | 折田至     |
| 33          | 8月08日        | ハテナ? ルリ子が見た魔女は?!    | - 本間文子（黒坂ヨシ） - 大久保悟（ミチオ） - 岡野圭子（ナナ子） - 斉藤浩子（花の声、ノンクレジット） - 田口龍子（ミドリ） - 清水照夫（警官A） - 宮地謙吾（警官B）                | 鷺山京子            | 田口勝彦   |
| 34          | 8月15日        | 母ちゃんは魔女                  | - 須賀良（警官） - 徳永裕 - 佐藤義明 - 堀江貴弘 - 関さと美 - 斉藤ゆかり - 斉藤高廣                                                                                                | 辻真先              | 小西通雄   |
| 35          | 8月22日        | ステキー鬼姫先生                | - 後藤雅博（老医） - 菅原靖人（議長の子） - 名川忍（書記の子） - 大栗正史 - 薄田たくみ - 藤木武司 - 白取雅子 - 永沢日和                                                           | 富田祐弘            | 小西通雄   |
| 36          | 8月29日        | 私のふるさとみーつけた          | - 小橋豊太郎（村の管理人） - 春田和秀（三吉） - 田口和正 - 細谷有喜子 - 三上かおる                                                                                                | 田村多津夫 富田祐弘 | 長石多可男 |
| 37          | 9月5日         | チビッ子魔女で大そうどう        | - 植田峻（サギ師サギノ） - 泉よし子（洋服店店主） - 福永幸男（警官） - 藤野章（レストラン店員）                                                                                   | 伊上勝              | 瀬川淑     |
| 38          | 9月12日        | ぼくのお嫁さんに!               | - 下川江那（マリの母） - 下井かをり（マリ） - 徳永裕 - 佐藤義明 - 堀江貴弘 - 関さと美 - 斉藤ゆかり                                                                                | 田村多津夫          | 瀬川淑     |
| 39          | 9月19日        | 行方不明のガンモやーい          | - 上田弘司（ピエロ） - 河原崎洋夫（チャップリン） - 石塚信之（女形） - 中村文弥（エンビ服） - 道祖土勝 - 細谷有喜子 - 大柴学 - 中道剛                                             | 辻真先              | 長石多可男 |
| 40          | 9月26日        | 魔法の家はタイムマシン          | - 須賀良（警官） - 宮地謙吾（警官） - 岡田勝（ギャング） | 辻真先              | 折田至     |
| 41 (最終回) | 10月03日       | くたばれ魔法組!                 | - 須賀良（警官） - 小山雅幸（警官） | 辻真先              | 折田至     |

1976年12月27日は、『'76 ちびっこものまね紅白歌合戦』、1977年4月3日は『おめでとう! 新入学だよドリフターズ』の特別番組が編成されたため、1977年6月13日は『ゴールデンナイター』大洋対巨人戦のため休止。複数の書籍で、放送回数を38回としているのは誤り。

## 映像ソフト化
- 2016年5月11日にベストフィールドよりデジタルリマスター版のDVD-BOXが発売。

## ネット配信
- 2013年6月24日から11月10日まで、YouTubeの「東映特撮 YouTube Official」にて全41話が配信されたほか、2016年4月20日から9月14日まで再配信が行われた。
- 2017年2月28日現在、amazonビデオで全41話配信されている。

## コミック版
- 『てれびくん』、『テレビランド』に連載。てれびくん版は第1回のみ桜多吾作、2回目以降はおだ辰夫。テレビランド版は山田ゴロ（「東せんぼう」名義）。
- おだ版は、メインの登場人物と魔法道具の設定のみを使った、ほぼオリジナルのギャグ作品。

## 放送局
- NET→テレビ朝日：月曜 19:00 - 19:30
- 北海道テレビ：月曜 19:00 - 19:30[6]
- 青森放送：金曜 17:55 - 18:25[7]
- テレビ岩手：火曜 18:00 - 18:30（1977年10月まで）→ 土曜 7:00 - 7:30（1977年11月から） [8]
- 秋田放送：火曜 17:30 - 18:00[9]
- 山形テレビ：土曜 18:30 - 19:00[10]
- 東日本放送：月曜 19:00 - 19:30 [11]
- 福島中央テレビ：土曜 19:00 - 19:30 [12]
- 新潟総合テレビ：月曜 19:00 - 19:30[13]
- 長野放送：土曜 18:30 - 19:00[10]
- 山梨放送
- 静岡放送：金曜 17:00 - 17:30[14]
- 北日本放送：月曜 17:00 - 17:30[15]
- 石川テレビ：土曜 18:30 - 19:00[注釈 4]
- 福井放送：土曜 19:00 - 19:30→土曜 18:00 - 18:30（放送期間：？ - 1977年10月22日）[17]
- 名古屋放送：月曜 19:00 - 19:30
- 朝日放送：月曜 19:00 - 19:30
- 山陰放送：土曜 17:00 - 17:30[18]
- 岡山放送：月曜 19:00 - 19:30[19]
- 広島ホームテレビ：月曜 19:00 - 19:30[20]
- 山口放送：金曜 17:15 - 17:45[21]
- 四国放送：火曜 17:30 - 18:00[22]
- 瀬戸内海放送：月曜 19:00 - 19:30[19]
- 愛媛放送（現：テレビ愛媛）：土曜 18:30 - 19:00 [20]
- 高知放送
- 九州朝日放送：月曜 19:00 - 19:30
- 長崎放送：月曜 16:55 - 17:20[23]
- テレビ熊本：土曜 18:30 - 19:00[23]
- テレビ大分：月曜 19:00 - 19:30[24]
- 宮崎放送
- 鹿児島テレビ：月曜 19:00 - 19:30[25]
- 琉球放送：月曜 17:30 - 18:00[26]